# Bellidinae
Bellidinae es una subtribu de la subfamilia Asteroideae dentro de las asteráceas.

## Descripción
La altura de estas plantas rara vez supera los 50 cm. En estas plantas sin tallo, la inflorescencia se deriva directamente de una roseta basal. Son herbáceas (casi cespitosas) perennes que invernan a nivel del suelo, protegidas por la agrupación o la nieve con hojas dispuestas para formar una roseta basal. Normalmente sólo hay una roseta basal con hojas espatuladas alargadas y estrechas hacia el tallo y la parte más ancha es hacia el ápice de la hoja, otros tipos de lámina de la hoja son más o menos circular. En raras ocasiones, es posible que tenga algunas hojas en la base del tallo. La lámina de las hojas es simple, ligeramente dentada (o crenulada)  y atravesada por un nervio central. La inflorescencia es uniflora, consta de una sola cabeza. La estructura de la cabeza es típico de la familia Asteraceae : el tallo soporta una carcasa cilíndrica compuesta de varias escalas o brácteas que sirven como protección para el receptáculo hemisférico, en la que se encuentran dos tipos de flores: las flores externas liguladas, y las flores interiores tubulares . En particular, las periféricas son femeninas y fértiles, están dispuestas en 3 a 4 círculos (o rayos o series) y tienen una corola ligulada con lígula internas  muy agrandadas. Las flores tubulares son hermafroditas. Las escalas son  brácteas herbáceas (verdes) dispuestas desiguales en una o dos series de una forma más o menos lanceoladas con ápice, redondeada o puntiaguda y cubierta por un vello fino e irregular.  Las flores son zigomorfas (las liguladas periféricas) y actinomorfas (las tubulares centrales). El fruto es un aquenio comprimido e indehiscente con un vilano reducido (o incluso ausente) de Bellis , mientras que en Bellium se forma 4-6 escamas membranosas como alternativas para muchas cerdas.

## Distribución
Las especies de este grupo sólo se distribuyen en Europa.

## Géneros
La subtribu comprende 2 géneros con 12 especies.
- Bellis L, 1753 (8 spp.)
- Bellium L., 1771 (4 spp.)